# Al Kooper

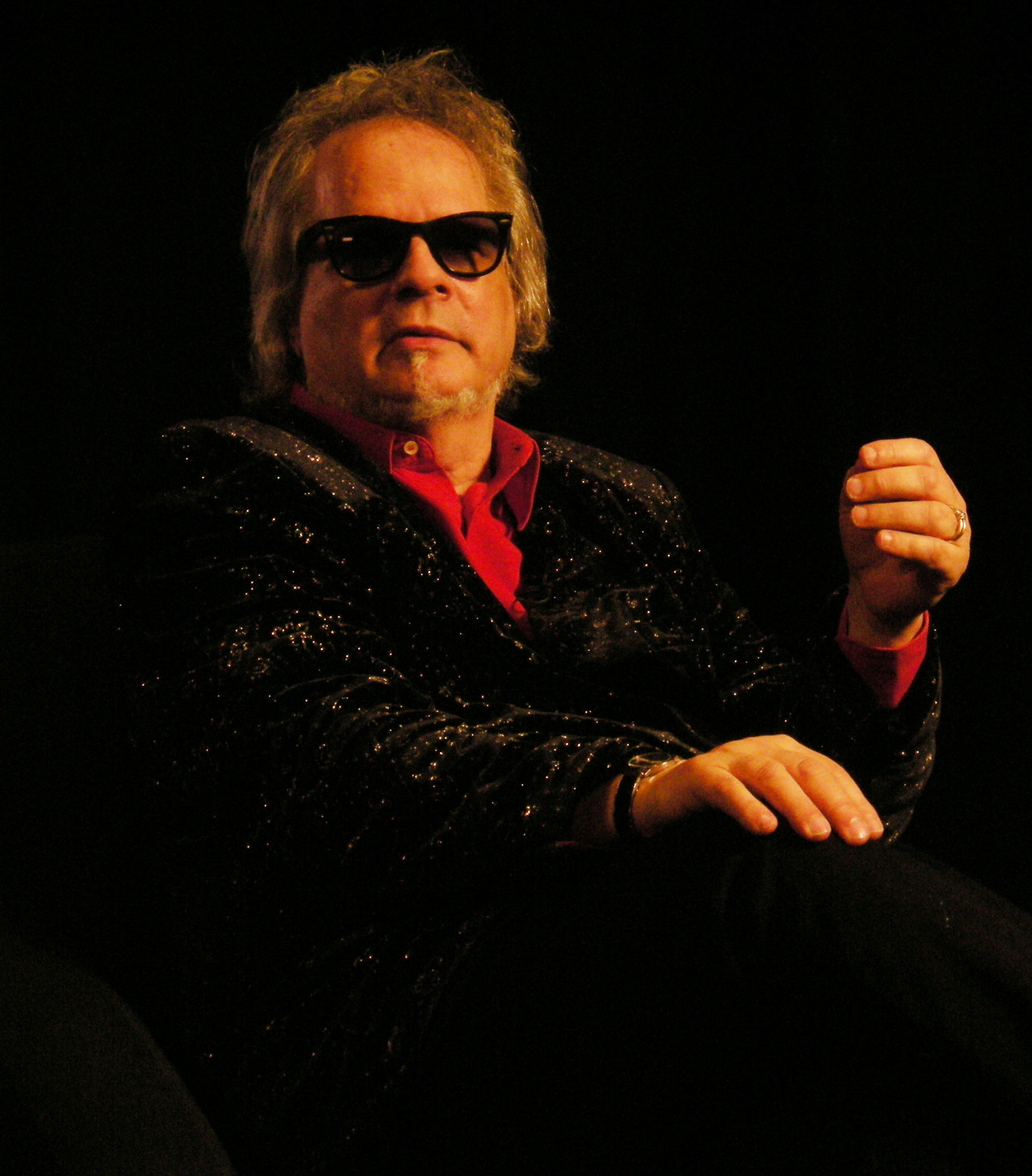
Al Kooper, 2009

Al Kooper (* 5. Februar 1944 als Alan Peter Kuperschmidt in Brooklyn, New York) ist ein US-amerikanischer Rockmusiker, Gitarrist, Keyboarder, Sänger, Songschreiber und Produzent.

## Leben und Karriere
Kooper begann seine Karriere 1959 als 14-jähriger Gitarrist bei der Gruppe The Royal Teens, die durch den Nummer-3-Hit in den US-Charts Short Shorts bekannt wurde. Er wurde alsbald ein gefragter Sessionmusiker. Mit Bobby Brass und Irwin Lewine schrieb er etliche Hits, darunter This Diamond Ring, das 1965 ein Nummer-1-Hit für Gary Lewis & The Playboys wurde.
1965 arbeitete er wie auch Mike Bloomfield mit Bob Dylan an dessen Album „Highway 61 Revisited“ (er spielte die Orgel auf Like A Rolling Stone). 1966 hatte er die musikalische Leitung bei der Arbeit an Dylans Blonde on Blonde. Auch danach arbeitete er immer wieder für Dylan, sowohl im Studio als auch bei Liveauftritten. Im Laufe seiner Karriere spielte Kooper bei vielen Aufnahmen und Konzerten mit bekannten Musikern und Bands wie Jimi Hendrix, den Rolling Stones und The Who.
1966 gründete Kooper zusammen mit Danny Kalb (Gitarre), Steve Katz (Gitarre), Andy Kulberg (Bass) und Roy Blumenfeld (Schlagzeug) das Blues Project. 1967 verließ er die Band, um Blood, Sweat & Tears zu gründen und den Jazzrock aus der Taufe zu heben. Allerdings blieb er nur für die Aufnahme des ersten Albums bei der Gruppe, dann kam es zu Differenzen und Kooper ging seiner Wege.
1968 nahm Al Kooper mit Mike Bloomfield und Stephen Stills das Album Super Session auf. Es folgte das Album Live Adventures of Al Kooper and Mike Bloomfield, auf dem Carlos Santana einen seiner ersten Auftritte hatte. Die weiteren Alben von Kooper waren weniger erfolgreich. Die Rolling Stones begleitete er 1969 bei You Can’t Always Get What You Want auf der Orgel und am Waldhorn.
Ab 1974 zog er sich immer mehr vom aktiven Musikgeschäft zurück. Er schrieb seine Autobiografie Backstage Passes. Kooper war auch als Produzent erfolgreich; er produzierte u. a. The Tubes, Nils Lofgren und Lynyrd Skynyrd. 1997 übernahm er einen Lehrauftrag an der Berklee School of Music in Boston.
1994 veröffentlichte Al Kooper das Album Rekooperation, auf dem er u. a. mit den Ex-Blood,-Sweat-and-Tears-Bandmitgliedern Randy Brecker und Jim Fielder zusammenarbeitete. Im selben Jahr spielte er zu seinem fünfzigsten Geburtstag ein Konzert im New Yorker Club The Bottom Line, bei dem unter anderem Randy Brecker, Fred Lipsius, Lew Soloff, Danny Kalb und Will Lee mitspielten.
Zu dem Kurzfilm By Courier von 2000 steuerte er die Musik bei. 2005 veröffentlichte er nach fast 30 Jahren wieder ein Album, dem trotz positiver Kritiken kein großer Erfolg beschieden war.

## Diskografie
- 1968: I Stand Alone
- 1968: Super Session (mit Mike Bloomfield und Stephen Stills, US: Gold)[2]
- 1969: Live Adventures (mit Mike Bloomfield)
- 1969: You Never Know Who Your Friends Are
- 1970: Kooper Session (mit Shuggie Otis)
- 1970: Easy Does It
- 1971: Landlord (Soundtrack)
- 1971: New York City (You’re A Woman)
- 1972: A Possible Projection of the Future / Childhood’s End
- 1973: Naked Songs
- 1975: Unclaimed Freight (Anthology)
- 1977: Act Like Nothing's Wrong
- 1982: Championship Wrestling
- 1994: Rekooperation
- 1995: Soul of a Man
- 2001: Rare and well done
- 2003: The Lost Concert Tapes (mit Mike Bloomfield und Johnny Winter; Liveaufnahme von 1968)
- 2005: Black Coffee
- 2008: White Chocolate

## Schriften
- Al Kooper: The Jimi Hendrix Experience vom Januar/Februar 2001 (englisch)